# La Chimera (Dino Campana)
La Chimera è la poesia d'apertura di quella serie di componimenti chiamati “Notturni” che appartengono ai Canti Orfici di Dino Campana.

## La poetica di Dino Campana per come emerge da questo testo

### Notturno: parola-chiave
Il termine "notturno" è una parola chiave dei Canti Orfici e l'importanza di tale aggettivo è testimoniata dall'uso che ne fa l'autore: egli, infatti, si autodefinisce «poeta notturno». Il significato di questa definizione sta nel tentativo che il poeta opera con ostinata assiduità di catturare tutto ciò che è indecifrabile, come le tenebre e i sogni, che appartengono alla notte, e di trasferirlo o, comunque, di comunicarlo attraverso la composizione poetica.
In effetti, anche il volto della poesia è notturno. Come traspare dalle poesie di Novalis, ed in particolare negli Inni alla notte, la notte rappresenta il momento più adatto alla creazione artistica perché i suoi orizzonti sono infiniti e così anche l'immaginazione può spaziare in tutte le direzioni possibili senza alcun tipo di limitazione.

### Novalis e Campana
Il simbolismo romantico e la tensione mistica, che caratterizzano le opere del poeta tedesco Novalis, sono elementi presenti, benché con sfumature diverse, nelle poesie di Campana. Ciò determina tutti gli elementi della poesia campaniana che appare oscura ed indefinita, in quanto il sentimento che rappresenta è anch'esso connotato da queste caratteristiche.
La grande ambizione dei poeti romantici, come nel caso di Novalis, di unire finito e infinito e di trasformare l'indefinito in una melodica parvenza si fonde, in Campana, con la rigorosa plasticità che contraddistingue il cubismo, corrente artistica contemporanea all'autore.
Il contrasto tra immagini plastiche, quali "le bianche rocce" e "la china eburnea", e visioni sfocate, come "pallido viso" e "lontananze ignote", genera una continua alternanza basata sulla differente forza delle sensazioni che originano le varie rappresentazioni.

### Poesia visiva
Da questo secondo aspetto deriva quella componente fondamentale che fa della poesia di Campana una "Poesia visiva", anche se le immagini, spesso appena accennate, sono totalmente reali poiché nascono da singole o brevi percezioni, da profumi o da suoni, o ancora sono immagini della mente, ideali, frutto della fantasia.
Il poeta stesso così scriveva nelle proprie riflessioni: «ad ogni poesia fare un quadro». Tale consapevolezza scaturisce dalla naturale capacità di coniugare le parole con le immagini dando vita ad un binomio straordinario. Le poesie nascevano prima come figure e suoni che poi diventavano parole; in questo modo, i versi ed ogni singolo termine sono densi di significati sia letterari sia figurativi.

### Poesia arcana
Proseguendo in tale direzione, Campana apprezzava moltissimo la filosofia nietzschiana focalizzando il proprio interesse, soprattutto, verso quel concetto di arte fatta di sogno, di ebbrezza e di estasi che egli condivideva sinceramente e che rifletteva nei suoi scritti. La poesia appare, quindi, assai arcana, poiché è il frutto di un'intuizione soggettiva. Essa assume, così, quel carattere elitario che la caratterizza essendo una poesia esoterica e per certi aspetti criptica in quanto solo pochi iniziati sono in grado di comprenderla pienamente.

## Analisi formale e contenutistica

### Il significato di "Chimera"
L'incipit, ed in particolare le prime due parole racchiudono in sé il tema fondante dell'intera poesia. «Non so», rafforzato dall'anafora ai versi 21 e 24, è espressione chiarissima del significato di Chimera e, cioè ipotesi assurda, sogno vano, utopia. Essa esprime nitidamente la condizione del poeta: armonia e sicurezza non sono certo prerogative del suo essere. Questo è dovuto all'ambiguità della poesia che assume moltissime forme e si presenta al poeta sotto diverse spoglie così che sono la confusione e l'irrequietudine che dominano la sua vita.
Questo aspetto avvicina Campana alla figura del poeta maudit, identificabile con Baudelaire. La maledizione che colpisce i poeti è la perdita dell'aureola e, in pratica, la perdita di tutti quei diritti e quei privilegi dei quali prima essi potevano godere. Il poeta non è altro che un vagabondo cha vaga senza meta e senza pace tra i vicoli della città passando da un bordello all'altro perché ormai il suo ruolo all'interno della società si è completamente sgretolato.
La poesia s'identifica nella chimera ed assume di conseguenza il duplice valore che questa parola possiede. In primo luogo, la chimera, secondo la mitologia etrusca era un mostro col muso di leone, il corpo di capra e la coda di drago e questo si collega all'ambiguità della poesia che può prendere un'infinità di sembianze. 

### La vanità della poesia
Il secondo aspetto riguarda la vanità della poesia, poiché non è più possibile una riconciliazione armonica della parte con il tutto, dell'io lirico con il mondo e con la società, e, così, la rivelazione della verità è esclusa da ogni possibilità ed anche l'intuizione si fa sempre più ardua e difficile da operare. Da tale considerazione consegue una progressiva degradazione del ruolo del poeta che non si riconosce più come parte integrata nella società, ma, è costretto ad alienarsi, poiché non esistono più valori che lo rappresentano. Questo inevitabile allontanamento è motivo di angoscia e di dolore e si traduce in un ripiegamento forzato su sé stesso che il poeta è costretto a compiere e in campo letterario in una violenza espressiva inaudita.
Tale furore espressionistico, molto vicino, in campo pittorico a quello di Van Gogh, si compie nell'uso di un linguaggio indefinito e di difficile comprensione a testimonianza dell'estremizzazione del lirismo che scaturisce conseguentemente alla condizione di disadattamento nei confronti della realtà. Attraverso l'espressionismo Van Gogh non allontana l'esperienza dell'angoscia, causata dal disagio che l'artista prova nei confronti di una realtà estranea ed i cui meccanismi appaiono incomprensibili, ma, come nel caso di Campana, la interiorizza.
Questo stato esistenziale trova espressione straordinaria nei dipinti del pittore olandese ed è rilevabile da alcune caratteristiche tipiche della sua arte: la deformazione e la distorsione delle figure, i colori stridenti, i contorni spezzati e le pennellate serrate sintomatiche dell'impeto compositivo scaturito dal dolore provato dal disagio esistenziale.

### L'espressionismo nella poesia
Campana adotta un linguaggio tipicamente espressionista attraverso l'utilizzo del «chiaroscuro», reso dall'accostamento di termini che richiamano una lucentezza intensa, come "fronte fulgente" e "stelle vivide", con parole che esprimono un'opposta dimensione coloristica, "volto notturno" e "l'ombre".
Il «se» ipotetico che segue il «Non so» d'apertura è importante perché rafforza quell'idea di mistero e d'inafferrabilità che pervade l'intero componimento. Lo stato di ipotesi è confermato dagli aggettivi «pallido» ed «ignoto» ripetuti più di una volta nel testo che si riferiscono a ricordi passati, «fosti», «fu», dei quali l'antica nitidezza è quasi del tutto svanita dal passare del tempo. Il poeta non ha certezze riguardo alla poesia perché il ricordo delle immagini è sbiadito: esso non appartiene ad un passato storico ma ad un passato fantastico che trova la propria collocazione spaziale nella sua immaginazione. L'unica possibilità è ricordare in modo confusionario e disordinato brevi apparizioni, «m'apparve», che costituiscono i singoli frammenti di un immenso mosaico irricomponibile in modo compatto e razionale.
Grande importanza hanno gli enjambement che, alternati in modo regolare ai segni di punteggiatura, producono un ritmo sostenuto e contribuiscono a dare musicalità ai versi. Inoltre, contribuiscono a dare rapidità alla successione veloce delle immagini che sembrano essere state catturate nei versi per paura di una loro improvvisa fuga dalla mente dell'autore.
La scrittura di Campana è analogo al modo di dipingere di Tintoretto, che riflette nell'accentuato dinamismo delle scene dipinte, la volontà, il desiderio di afferrare qualcosa che altrimenti può fuggire via e mai più può essere recuperato perché non sono cose reali ma immagini della mente.

### Chimera: donna o poesia?
La Chimera: figurazione femminile ideale o figurazione della poesia? In effetti, sono richiamate entrambe le interpretazioni, poiché, esse si sovrappongono e quasi si identificano l'una con l'altra. Questo è possibile solo perché sia la donna che la poesia, alla quale il poeta aspira, hanno una matrice comune: il mistero. Esiste una sorta di velo di Maia che rende questi due mondi paralleli incomunicabili con il microcosmo dell'uomo che si sente inevitabilmente solo. Come reagire allora a questo stato di abbandono? La ricerca è la sola soluzione, la lotta nonostante tutto che richiama con prepotenza la forza della «ginestra» di Leopardi.
Al poeta non importa come raggiungere la propria meta ed ogni sacrificio richiesto non lo può spaventare perché la cosa più importante è continuare a cercare. È l'invocazione, dunque, il nucleo fondamentale del componimento, ed in particolare l'invocazione della poesia. Questo processo è totalmente differente dall'antica invocazione alle Muse della letteratura greca e latina poiché la figura stessa della donna non è più la fonte dalla quale attingere.
Il rapporto tra donna e poesia è fortemente espresso dal verso «suora della Gioconda» e quindi il rapporto di fratellanza tra le due entità determina la loro grande vicinanza. È emblematico che Campana usi la Gioconda come simbolo della donna: essa rappresenta l'enigma per eccellenza, in quanto, non è più lo sguardo salvifico e lucente della donna Angelo dello stilnovismo o raffigurata dalla Beatrice dantesca, ma uno sguardo moderno, problematico che non svela ma nasconde; uno sguardo talmente complesso che va attraversato, contemplato in ogni suo minimo aspetto.
L'enigma di fronte al quale l'autore pone il proprio pensiero e che la sua arte cerca di descrivere è insvelabile. Al soggetto lirico non resta altro che cercare, continuare ad invocare la poesia.